# Hyalophora gloveri
Hyalophora gloveri este o specie de molie din familia Saturniidae. Este răspândită în Munții Stâncoși și în unele zone din Canada, dar poate fi întâlnită și în nordul Mexicului.

## Descriere
Este câteodată considerată o subspecie a Hyalophora columbia.
Are o anvergură de aproximativ 100 mm.
Larvele au ca principală sursă de hrană Shepherdia argentea, Elaeagnus angustifolia, specii de Salix, etc.

## Subspecii
- Hyalophora gloveri gloveri
- Hyalophora gloveri nokomis